# Серадзяни

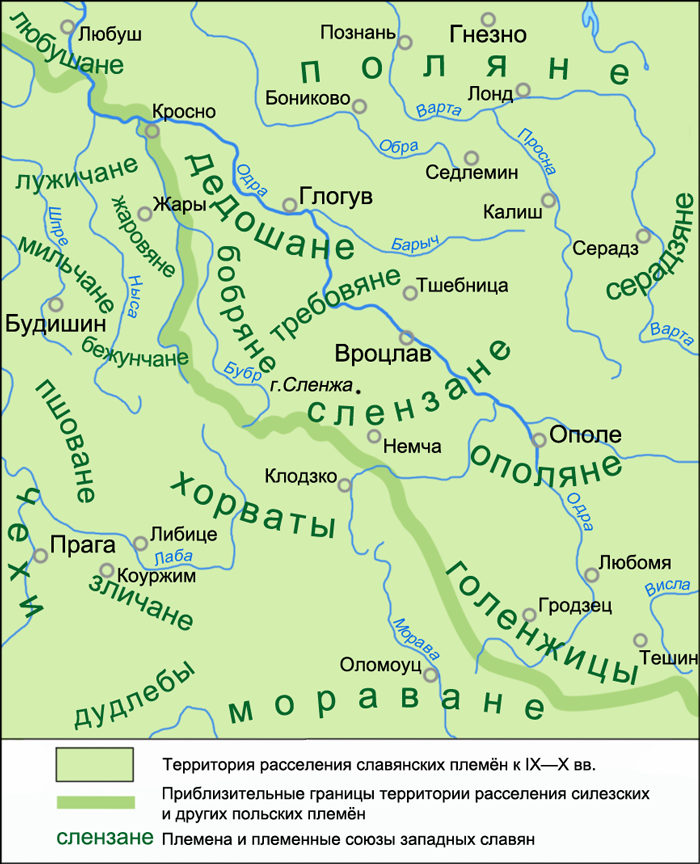
Серадзяни на карті

Серадзяни — західнослов'янське плем'я, яке жило на ріці Варті, правій притоці Одри. Сусідами їх були племена поляни і ополяни. Столицею племені серадзяни було і є місто Серадз. У 936 році серадзяни виступили разом з іншими слов'янськими племенами проти саксів. Зараз їх землі входять у Лодзинське воєводство в Польщі.